# Walther WA 2000
El Walther WA 2000 es un fusil de francotirador bullpup semiautomático que fue producido por la empresa Carl Walther GmbH Sportwaffen. Fue producido en tres
diferentes calibres. La producción del fusil fue limitada y cesó al poco tiempo dado su excesivo precio para lograr generalizar las ventas. Este fusil es poco común y muy valioso.

## Diseño
El WA 2000 fue diseñado entre 1970 y 1980, en respuesta a la Masacre de los Juegos Olímpicos de Múnich de 1972.  El WA 2000 tiene una mira telescópica desmontable con un peso de 0,96 kg. Este fusil no tiene alza ni punto de mira. La mira telescópica más común era una Schmidt & Bender 2,5-10X. Sin mira, el fusil tiene un peso de 6,95 kg descargado y un peso de 7,35 kg cargado.
El cartucho elegido para el WA 2000 fue el .300 Winchester Magnum, debido a su precisión a larga distancia y su consistencia a cualquier distancia. El fusil está completamente diseñado alrededor del cañón. El WA 2000 dispara a cerrojo cerrado. Tiene un gatillo de dos etapas, ajustable para presiones de 1,2 kg a 1,4 kg. El fusil emplea un cargador monohilera con capacidad para 6 balas.  Cuando está cargado, el cargador tiene un peso de 0,4 kg.

## Variantes
El WA 2000 fue calibrado para el cartucho .300 Winchester Magnum, pero también para el 7,62 x 51 OTAN y el 7,5 x 55 Swiss GP 11.
Sólo se fabricaron un total de 176 fusiles (15 de ellos están en los Estados Unidos) en dos variantes diferentes. Las dos variantes se pueden diferenciar por el tipo de apagallamas utilizado: la primera, más antigua, utiliza un apagallamas tipo "lata", mientras que la segunda generación y el modelo más reciente utiliza un apagallamas de diseño más convencional. La segunda generación incorpora varios cambios que mejoran la precisión del fusil, haciéndolo más adecuado para su papel.

## Producción
El fusil fue producido desde 1982 hasta noviembre de 1988. Fue utilizado por algunas unidades de la policía alemana, pero la producción se suspendió debido a que era demasiado caro para lograr ventas generalizadas. El costo final de venta para un fusil en la década de 1980 estuvo entre 9.000 hasta 12.500 dólares, mientras que el valor actual del fusil oscila entre los 40.000 dólares para los modelos de primera generación hasta 75.000 dólares para los modelos de segunda generación.